# Barca di Amon
La Barca di Amon era la barca usata dal clero nelle cerimonie religiose e nelle processioni delle sacre festività dedicate alla divinità suprema e della quale si conoscono almeno tre tipi.

## Barca fluviale di Amon
La barca fluviale di Amon era il battello usato nelle cerimonie sul Nilo chiamato Userhat (Amon),
| F12 | S29 | F4 · X1 · Z1 | P3 |

wsrḥ3t, ossia "Forte di prua è Amon".
Era di imponente bellezza, lungo 70 metri, allestito in maniera sontuosa e decorato con simboli quali il djed e il Nodo di Iside.
La Userhat trasportava, durante la Festa di Opet, la barca processionale di Amon quale simulacro del dio e seppure fornita di remi sovente veniva trainata durante la navigazione dalla barca del sovrano.

## Barca processionale di Amon

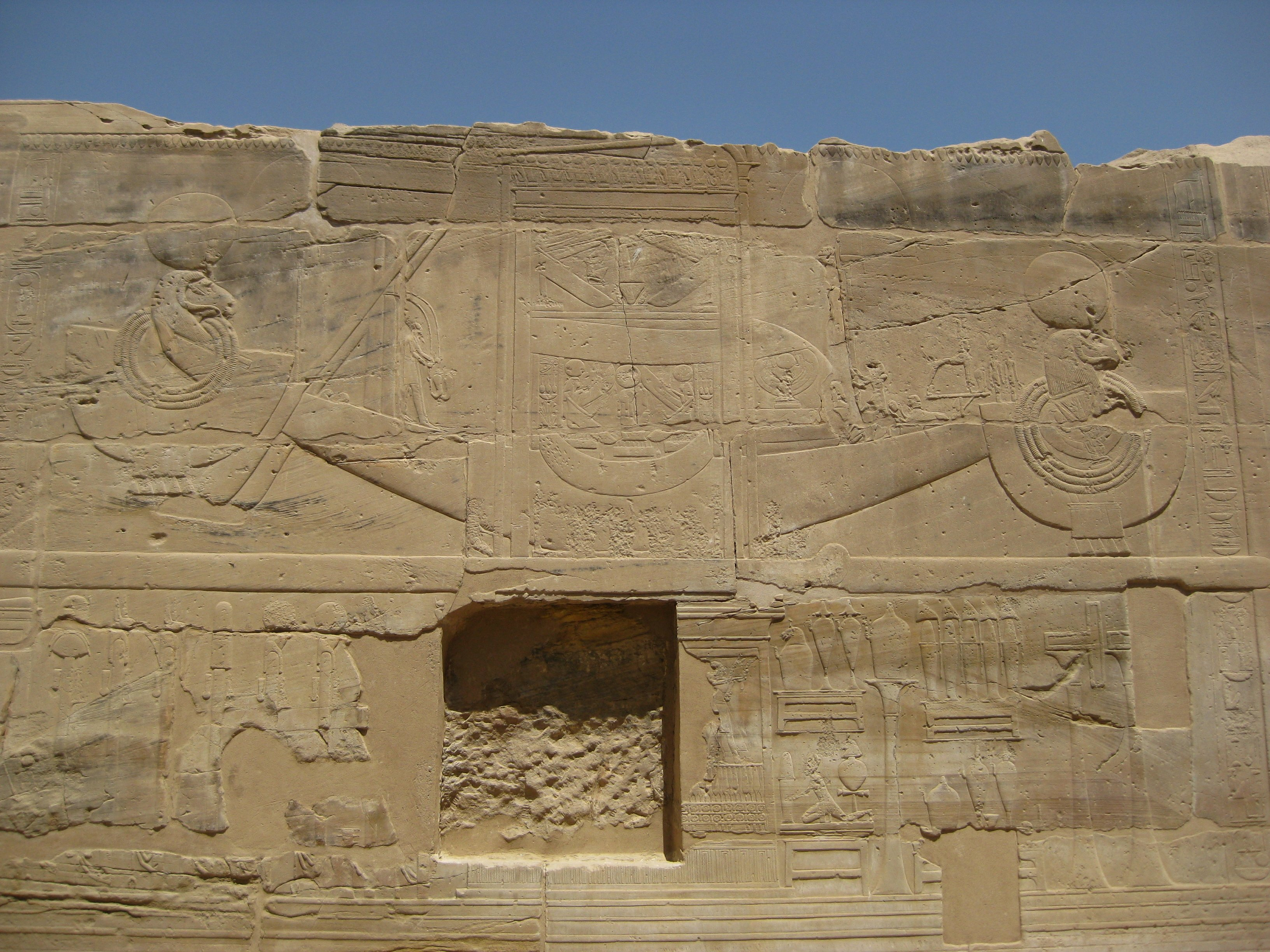

La barca processionale di Amon era una barca non atta alla navigazione, portata a spalla dai sacerdoti durante le ricorrenze religiose quando il dio, nel suo simulacro, usciva dal tempio per essere adorato dal suo popolo e per recarsi in visita alle altre divinità nei propri santuari.
Già in uso durante la XII dinastia, era più importante della barca fluviale anche se di dimensioni minori ed è da considerarsi il prototipo dell'Arca dell'Alleanza.
Si modificò nel tempo pur restando comunque sempre molto preziosa con lo scafo in legno di cedro dorato, le insegne regali e con i remi-timone anch'essi d'oro. Era guarnita a prua ed a poppa con auree teste di ariete scolpite, animale ipostasi di Amon, adornate con usekh, (wsh), ossia le larghe collane e con le corone atef.
Inizialmente sul ponte vi era un naos circondato da statue dorate di divinità che nascondevano il dio supremo ma successivamente i naos divennero due coperti da un tetto e da tendaggi drappeggiati.

## Barca del Giustiziere
La barca del Giustiziere era chiamata Wia-En-Maaty, (wi3 n m3ˁty), risulta attribuita ad Amon ma le notizie pervenuteci sono veramente scarse.